# Sheila (cràter)
Sheila és un cràter d'impacte en el planeta Venus de 5,6 km de diàmetre. Porta el nom d'un antropònim irlandès / celta, i el seu nom va ser aprovat per la Unió Astronòmica Internacional el 1997.